# السيموريات
السيموريات (الاسم العلمي: Symmoriida)، وهي رتبة منقرضة من الأسماك الغضروفية، ظهرت منذ 360 مليون عام، في العصرين الديفوني والكربوني. وتشمل ثلاث فصائل (السيمورية، والاسماك المنجلية [الإنجليزية]، وصدريات العمود الفقري [الإنجليزية]).